# Modelo curricular basado en competencias
Un modelo curricular basado en competencias es una estructura conceptual, que integra acciones, objetivos, operaciones, contenidos, recursos, metodologías, procedimientos, etc, articulados al contexto de un proyecto educativo en un país y al desarrollo humano del mismo. Esta estructura se construye sobre la base de la realidad cultural, económica, normativa, ideológica etc. que determina la creación de un programa teórico-metodológico, filosófico y pedagógico para el desarrollo del diseño curricular.
El modelo, al ser una representación de la realidad establece el qué, el cuándo, y cómo; aprender, enseñar y evaluar; además, debe desarrollar todas las estrategias que lleven a la práctica lo que corresponda a las teorías planteadas en esa estructura o diseño. Aparece como un contraste a la sociedad de la información, en donde la máquina puede realizar procesos repetitivos y reducir vertiginosamente el tiempo de realización, pero el papel del ser humano es reivindicado por este enfoque; a diferencia de las máquinas, el ser humano puede resolver problemas de la realidad e incidir en ella, lo que conlleva a pensar en el desarrollo de las competencias como la acción humana, guiada por sus conocimientos, para comprender y transformar la realidad. Por tal motivo, este enfoque pone especial énfasis en la acción. Dicho enfoque consiste en que el diseño, desarrollo y evaluación curricular se orienta a la probabilidad de movilizar un conjunto de recursos (saber, saber hacer y saber ser), para resolver una situación - problema. Este modelo de educación, por tanto, permite articular la educación con el mundo laboral, pues permite que los conocimientos adquiridos por los estudiantes puedan ser desarrollados y aplicados adecuadamente en el ámbito laboral, aunque en los últimos años se ha modificado la concepción de competencia para entenderla como un saber hacer de manera idónea.
Así, surge como una de las respuestas al hecho de que los estudiantes al graduarse poseen un conjunto de conocimientos obsoletos y que éstos muchas veces no responden a lo que se necesita para actuar en la realidad, es decir se necesita ampliar la mirada, generosa y lúcida capaz de abarcar la realidad humana de todas sus direcciones, multipolar, integradora y resistente a la incertidumbre que genera la complejidad.

## Competencia
En la década de 1974 se introduce el término competencia como parte de la evaluación objetiva de los aprendizajes. El término competencia es más que conocimientos y habilidades, implica comprender el problema y accionar racional y éticamente para resolverlo. 
De Ketele (2008), Roegiers (2000) y Jonnaert (2006), citados por Zabala (2014), se sabe que una competencia es un conocimiento especializado, integrado y aplicado a las situaciones y contextos sociales diversos, teniendo en cuenta que determinada competencia permitirá actuar en determinados contextos, es decir, una competencia es específica, por lo que no puede servir de manera unívoca en cualquier contexto, se trata de buscar la especificidad de la actividad. La competencia implica una interacción con el entorno y el contexto desde la reflexión crítica, la participación colaborativa y la integración compleja y creativa de conocimientos que dan lugar a acciones de innovación que transforman intencionadamente la manera como el estudiante interactúa con sus contextos de relación. Una competencia amerita, por tanto, una integración de todos los factores que se inmiscuyen en la formación del sujeto, no solo lo psicológico -de ahí el desarrollo que va más allá del constructivismo, sino también lo político, económico, familiar, cultural, pedagógico, racional, ideológico, moral y ético, mismos que se encuentran implícitamente en las acciones guiadas por estas competencias y llevadas a cabo en la incertidumbre social. Sin esta aplicabilidad, el conocimiento conceptual, procedimental y operativo representarían por sí mismos saberes aislados que podrían observarse conductualmente pero que no representarían aprendizajes para la vida y los contextos de relación del estudiante. Es la aplicabilidad la que hace del aprendizaje un acto intencionado.  Para Habermas (1989) citado por Zabala (2014), la acción educativa es una acción comunicativa e intencionada que tiene sentido si es entendida desde el contexto socio histórico cultural y ético moral en el que tiene lugar y orienta las interacciones e intersubjetividades, de esta forma la acción refleja la realidad social. Las competencias o conocimientos aplicados son precisamente acciones de sentido y lo que se busca evaluar es el acto con propósito que el estudiante ha construido para aplicar a su realidad social teniendo como base sus conocimientos conceptuales, procedimentales y operativos.

## Currículo
El término currículo proviene de la palabra latina currere, que hace referencia a carrera, a un recorrido que debe ser realizado. Es la guía del proceso a transitar para el logro de objetivos y propósitos, por ello el currículo es una secuencia que regula la práctica de la enseñanza para el logro de determinados objetivos y propósitos, una serie estructurada de objetivos pretendidos de aprendizaje.
Un currículo por competencias por tanto debe posibilitar la movilización interna de un conjunto integrado de recursos (conocimientos) de orden diverso (cognitivo, afectivo, procedimental, otros) en función a resolver una familia de situaciones complejas, así lo cita Goñi (2014) a Roegiers (2007).
Una particularidad del currículo por competencias, debe ser un sistema institucionalizado del que se espera manejar un corpus académico contextualizado a la realidad institucional y del que supone buscar situaciones problemas que permitan organizar tareas para aplicar o construir conocimiento y acompañar al aprendiz.

## Componentes básicos del currículo por competencias

### Objetivos del modelo curricular basado en competencias
El objetivo principal o estratégico es la introducción de secuencias didácticas y proyectos innovadores que promuevan el desarrollo y aplicación constante de competencias clave, a partir de la revisión y modificación del currículo previamente existente. Los objetivos específicos tienen que estar orientados a la construcción de un currículo mixto en donde se construya conocimiento y se desarrollen competencias.
El modelo curricular basado en competencias pretende enfocar los problemas que abordarán los profesionales como eje para el diseño. Es por ello que se caracteriza por: utilizar recursos que simulan la vida real ofreciendo una gran variedad de recursos para que los estudiantes analicen y resuelvan problemas, enfatizando el trabajo cooperativo y colaborativo apoyado por un tutor. 
Uno de los sentidos de competencia se entiende como la capacidad de movilizar varios recursos cognitivos para hacer frente a un tipo de situación. Contiene cuatro aspectos, según señala Ph. Perrenoud, entre otros autores:
1. Las competencias no son en sí mismas conocimientos, habilidades o actitudes, aunque movilizan e integran tales recursos.
2. Dicha movilización solo resulta pertinente en situación, y cada situación es única, aunque se la pueda tratar por analogía con otras ya conocidas.  En este caso podemos referir a que la movilidad debe ser de manera ética y responsable, donde cada persona sepa responder a las consecuencias de sus actos.
3. El ejercicio de la competencia pasa por operaciones mentales complejas, sostenidas por esquemas de pensamiento, los cuales permiten determinar la selección de conocimientos dentro del currículo escolar, ya que en algunos casos el alumno no sabe el conocimientos que permiten una rápida solución a una situación.
4. Las competencias profesionales se crean, en formación, pero también a merced de la navegación cotidiana del practicante, de una situación de trabajo a otra.

También es preciso agregar que una competencia no reviste sólo la modalidad de un atributo sino que también es una atribución que otros (por ejemplo, expertos) hacen a partir de la observación de la actuación de un profesional.
La competencia:
- Da sentido a los aprendizajes: Al basarse en la resolución de problemas o construcción de proyectos, acerca al estudiante a la realidad en la que debe actuar.

- Hace a los estudiantes más eficaces: Este enfoque garantiza una mejor permanencia de los logros, distinguir lo que es esencial y establecer nexos entre nociones.

- Fundamenta aprendizajes ulteriores: Es una respuesta básica, ya que los estudiantes deben poseer estrategias para gestionar nuevos aprendizajes y suplir la obsolescencia de los saberes adquiridos en su entrenamiento.

El currículo escolar de educación básica del sistema basado en competencias debe cubrir diversos aspectos tanto en la educación en los alumnos y en los docentes que se encargaran de proporcionar los conocimientos y la implementación de los procesos de enseñanza/aprendizaje. La educación debe cambiar los paradigmas existentes con el objetivo de proporcionar al alumno las competencias relevantes para su presente y su futuro por medio de recursos didácticos prácticos e interactivos que den el salto de lo pasivo a lo activo. El docente que implemente el sistema basado en competencias debe estar calificado para el puesto por medio del conocimiento acerca de la implementación del sistema y la actualización constante debe también contar con competencias interdisciplinarias y estar abierto al trabajo conjunto con expertos que puedan apoyar en el proceso de enseñanza/aprendizaje. Por medio del el sistema de competencias el alumno se le proporcionaran las herramientas que lo ayuden en la toma de decisiones, la comprensión del mundo, hacer frente a los riesgos y emergencias, reforzar las competencias adquiridas, llegar a un pensamiento crítico así como una mayor creatividad y re flexibilidad.

### Enunciados de los objetivos orientados a la construcción de conocimiento
- Las intenciones unidas a las acciones por medio de las que se busca construir conocimiento.
- Los conocimientos a construir y lograr.

El profesorado enuncia objetivos (planificación) y propone tareas (acción), los primeros debieran servir para explicitar las intenciones unidas a los aprendizajes que espera y dar sentido a las segundas. El alumnado recoge las tareas que le propone el o la docente y los objetivos le debieran servir para entender mejor qué espera el profesorado que ellos y ellas hagan y aprendan.
La cultura escolar en la que se vive es clave a la hora de comprender el significado de las intenciones educativas contenidas en los objetivos. Los logros a alcanzar, es decir el conocimiento que se debe conseguir e incluso acreditar en la evaluación final. Los conocimientos de los que se dispondrá cuando sean necesarios para hacer frente a situaciones en las que sea pertinente su uso.Los procesos de enseñanza-aprendizaje son, en principio, procesos abiertos donde es muy difícil determinar un estadio final, porque siempre se puede aprender más de casi todo.
En general los objetivos deben estar redactados de manera tal que sirvan para:
1. Recoger los contenidos y las operaciones a realizar (como elementos mínimos).

1. Enunciar logros, conocimientos, asociados a productos o acciones que puedan ser evaluables de manera interpretativa utilizando criterios de evaluación previamente establecidos.[1]

### Enunciados de los objetivos orientados al desarrollo de las competencias
Los objetivos relativos a competencias tienen también, al igual que los objetivos destinados a la construcción del conocimiento, dos caras: la que los enuncia como intención y la que los observa como propuesta de logro. Desde este punto de vista son similares y cumplen funciones análogas en el currículo. La diferencia fundamental, para nosotros en este proyecto, es que a los objetivos relativos a competencias les pedimos más condiciones que a los de aprendizaje-conocimiento. Así, a todas las condiciones impuestas a los primeros, a los segundos les añadimos:
- Que se enuncie la aplicación de lo aprendido en una situación con un grado de complejidad suficiente.
- Que promuevan la movilización de lo que ya sabemos.
- Que supongan integración de saberes.

## La metodología
La metodología se refiere a los principios generales que definen  el marco de acción que se pretende sustentar. Se establece  siempre y cuando se hayan definido previamente los objetivos de la propuesta curricular.
En el caso de una propuesta curricular destinada al desarrollo de competencias se proponen las  metodologías que promuevan los siguientes principios: 
– Independencia, autonomía y responsabilidad entre los estudiantes.
– La creatividad para buscar soluciones novedosas.
– La interdisciplinariedad.
– Un currículo basado en el alumnado y el aprendizaje
– Un currículo que haga frente a situaciones complejas.

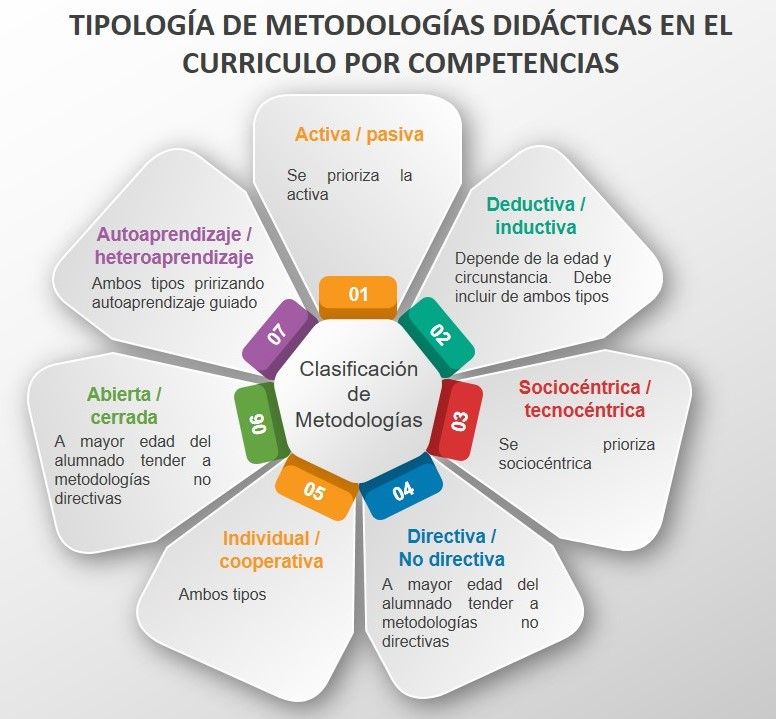
Tipos de metodologías didácticas que pueden intervenir en un currículo basado en competencias.

El gráfico "Tipologías de metodologías didácticas en el currículo por competencias" organiza las propuestas de metologías disponibles.
Dependiendo de la situación y la edad se aplicará un tipo de metodología o la combinación de ambas; sin embargo, en el caso de las metodologías activa/pasiva, para el desarrollo de competencias se da preferencia siempre a la primera, por cumplir los principios antes mencionados. 

### Las estrategias o técnicas didácticas
Las estrategias  se refieren a las actividades que permiten  concretar los principios anteriores  en pautas más específicas que direccionan la acción el la práctica educativa. 
Se suele caracterizar dos tipos de metodología  con base en la participación del profesor y del estudiante: 
1. Metodología centrado en la información.
2. Metodología por proyectos: Es un método de enseñanza sistemático en el cual los estudiantes  aprenden conocimientos básicos y competencias relacionadas con la vida por medio de procesos de investigación suficientemente extenso, de tareas y productos cuidadosamente diseñados para este fin.

El gráfico "Ventajas y desventajas de las metodologías y técnicas didácticas" describe de manera sintetizada las ventajas y desventajas de cada metodología."" 

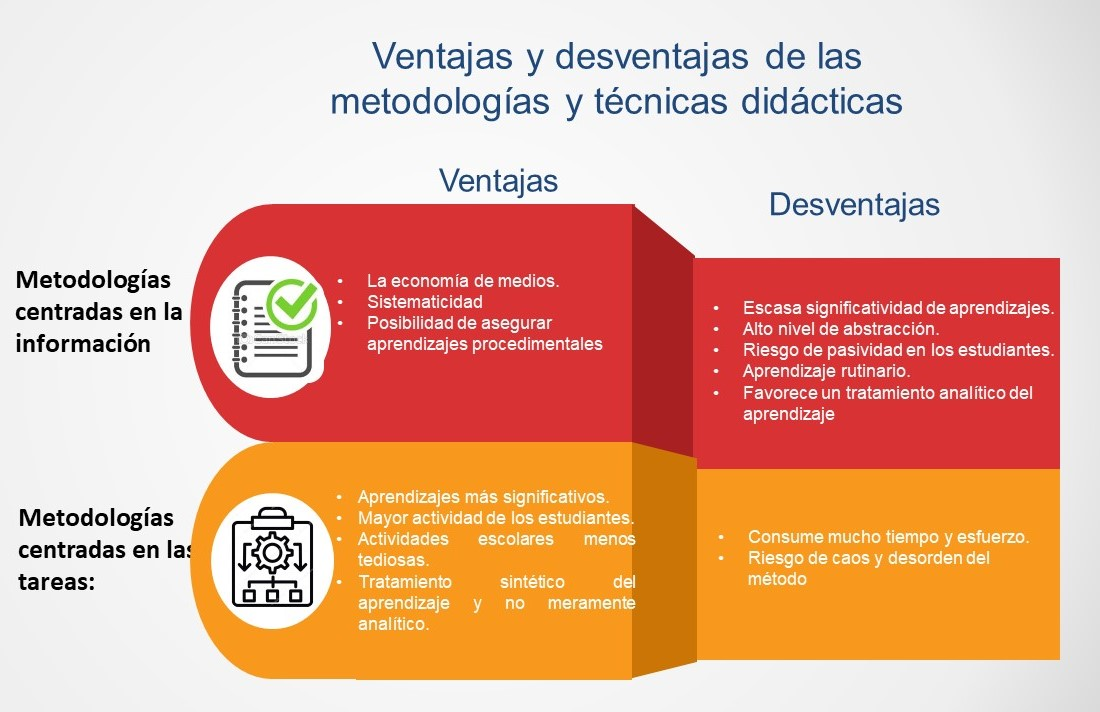
Ventajas y desventajas de las metodologías y técnicas didácticas.

### La tarea
"La tarea es una propuesta de trabajo que por lo general hace el profesorado, realizada con la intención de promover un aprendizaje en los estudiantes". Conviene mencionar que se encuentra bifurcada por los rolles que se cumplen, ya que uno es dado por el estudiante con relación a esta, y otro es dado por la pretensión del docente en cuanto al dinamismo que cumple la obtención de objetivos y el alcance de metas propuestas en el tema a tratar.
| Docente                                                                                               | Estudiante                                                                        |
| - Seleccionar y proponer tareas. - Gestionar las tareas interactuando proactivamente con el alumnado. | - Realizar las tareas - Interactuar proactivamente con sus compañeros y docentes. |

Esta es la concepción de cómo se prevé que deben darse las actividades, qué parámetros se deben seguir, qué actividades desarrollar y cómo evaluarlas. El diseño de una tarea puede orientarse hacia un trabajo en proyectos para facilitar el desarrollo de competencias.  Es la parte de planificación que compete al docente como parte de su diseño basado en competencias, aunque en muchas ocasiones, estas tareas son diseñadas por órganos externos a la situación de enseñanza/aprendizaje, tales como libros, diseños institucionales, etc, lo que, de alguna manera, podría estancar el desarrollo adecuado de las tareas, pues deben articularse elementos que tienen relación directa con el aula; sin embargo, aunque la tarea esté planificada por organismos externos o docentes, debe considerar dos elementos, conocidos como círculos didácticos. Para una planificación adecuada de una tarea es necesario plantearse qué tipo de aprendizaje se facilitará con ella, pues una tarea no puede abarcar varios tipos, se enfoca en uno solo de ellos y debe dirigirse plenamente a conseguirlo. Adicionalmente, tomar en cuenta que se deben desarrollar actos con la finalidad de facilitar el dominio de una competencia es importante, pues, como se ha dicho, la tarea se mantiene en el plano de la abstracción de las actividades, su planificación y posible previsión, pero los actos son la concreción de la tarea, sin ellos, una tarea carece de valor como tarea orientada a desarrollar competencias.
El conjunto de tareas se denomina secuencia o unidad didáctica.

### Los círculos didácticos
Son modelos que integran los componentes de un currículo, según Goñi (2014). Estos modelos integran dos clases de elementos, el uno son los elementos generales de la tarea, aquellos que permiten su consecución; el otro son los elementos que forman parte del proceso. En el primer caso, se sitúan los objetivos y evaluación del modelo; en el segundo, se los participantes del proceso enseñanza/aprendizaje, estudiantes y docentes. La tarea o actividad es aquello que ancla los dos círculos y los vuelve inseparables en un modelo curricular basado en competencias.

### Evaluación
La evaluación debe estar orientada a medir la consecución o perfeccionamiento de una competencia, por lo que no puede medirse cuantitativamente sino de forma cualitativa. La evaluación debe considerar el desenvolvimiento de un estudiante en un contexto determinado, por lo que la estandarización de evaluaciones resultaría perjudicial para el proceso, incluso, la pérdida de años escolares por una mala evaluación sería inverosímil en una evaluación que busca medir competencias, pues, de alguna u otra manera, este modelo busca el desarrollo de alguna competencia en los estudiantes, que no siempre será la misma.
Retana (2011) ayuda a entender cómo funciona la evaluación en un modelo guiado por competencias. El principio general de la evaluación en el desarrollo curricular por competencias, debe basarse en el posible desempeño del educando ante las distintas actividades y problemáticas relacionadas con el contexto (Rial, 2007). Con esto, lejos de ser un certificador de conocimientos o habilidades adquiridas y/o construidas, la evaluación debe ayudarle al docente a determinar si el estudiante está logrando el desempeño esperado, y al educando, mejorar en el mismo. Por ello, en el nuevo modelo educativo no debería existir la pérdida de cursos o asignaturas (Rial, 2007), ya que la evaluación es un indicador del logro, de cómo se cubren las metas y se alcanzan los desempeños planteados y requeridos.

## Trabajos de Aplicación Contextual (TAC)
En la necesidad de avanzar hacia un currículo mixto que camine hacia la construcción de conocimientos ligado con un desarrollo de competencias, se muestra esta propuesta curricular que consiste en “la realización de los denominados Trabajo de Aplicación Contextualizada (TAC) como complemento de las actuales programaciones de aula. ·El TAC es un conjunto de tareas que tienen personalidad propia y, por otra, una secuencia didáctica con sentido y finalidad. Por ello tanto cada una de estas tareas como el conjunto de todas ellas debe ser objeto de evaluación desde el punto de vista de los aprendizajes que se proponen y que el alumnado debiera lograr.
La elaboración de esta propuesta está basada en algunas fuentes utilizadas como referencia, entre ellas: La pedagogía de integración de X. Roegiers, algunos otros elementos de los proyectos denominados PQ (Proyects Qualification) utilizados en Inglaterra en el año 2006, así como también un conjunto de iniciativas que circulan alrededor de la enseñanza por proyectos. De la pedagogía de la integración, que es un concepto propio de X. Roegiers,  se ha tomado las ideas principales de su propuesta que vienen acopladas en su libro - La pedagogía de la integración. Estas ideas son la clave de esta propuesta, se puede decir que lo que propone como estrategia para trabajar competencias es “poner en práctica tareas en las que se apliquen, movilicen e integren los conocimientos ya adquiridos por el alumnado", entonces bajo esta idea de planificar actividades con el matiz de tareas cuyo objetivo es el de aplicar los conocimientos ya adquiridos y mas no generar nuevos, surge ésta propuesta con el nombre de Trabajos de Aplicación Contextualizada (TAC).
Así entonces “El trabajo de aplicación contextualizada es una secuencia didáctica formada por tareas de aplicación de conocimientos que han sido aprendidos anteriormente en varias áreas del currículo y que deben utilizarse de manera integrada en un contexto de uso relevante. Al mencionar secuencia didáctica se hace referencia a que es un conjunto ordenado de tareas – actividades que buscan alcanzar objetivos de aprendizaje, pensadas y planificadas sistemáticamente que han de ejecutarse dentro del denominado tiempo escolar, ya que así funcionará correctamente y se logrará desarrollar las competencias. También vale la pena mencionar que los TAC consideran muy importante trabajar sobre los contextos personal, familiar, social, y pre profesional. Los autores de ésta propuesta consideran que los TAC deberán ser considerados como una parte normalizada de un currículo ordinario, es decir, se debe mantener la estructura curricular existente pero a la par introducir de manera progresiva los TAC para desarrollar competencias de manera sistemática. Ahora bien, una vez que se topa el tema del currículo, cabe mencionar que se debería considerar aquellos conocimientos que son necesarios para el desarrollo de competencias y clasificarlos como prioritarios, esto es, distinguir aquellos conocimientos que realmente son necesarios para desarrollar competencias de aquellos que no lo son. Con todo esto llegamos a un punto en el que conviene recordar que los TAC no son proyectos para generar nuevos conocimientos sino más bien aplicar lo que ya se ha aprendido en contextos diferentes a aquel en el que se aprendió. 

### Proceso recomendado para la construcción de una TAC
Tener a la mano un protocolo o una lista de actividades a seguir para construir una TAC no es precisamente equivalente a disponer de una estrategia a seguir para su elaboración. Un protocolo marca cómo quedaría la propuesta una vez redactada, pero no indica cuáles deben ser los pasos a seguir para su elaboración. A continuación se establecen una serie de recomendaciones o consejos a seguir para la construcción de un TAC:
1. Disponer de la lista de conocimientos previos que se desean aplicar
2. Elegir la situación o el problema concreto
3. Redactar una breve descripción del conjunto del trabajo a realizar.
4. Describir las tareas de aprendizaje, de la manera más pormenorizada posible.
5. Inferir las competencias que se pretenden trabajar.
6. Revisión de conocimientos previos y ajuste de las tareas de aprendizaje con base en lo que el alumnado ya ha aprendido o necesita aprender previamente.
7. Cumplimentar el cuadro resumen curricular del proyecto.
8. Definir la propuesta de evaluación.
9. Revisión externa y ajuste final de la propuesta.
10. Construcción de la hoja de cálculo para organizar la evaluación del alumnado.
11. Explicar a la comunidad educativa qué proyectos y qué competencias se esperan desarrollar a través de los mismos.
12. Aplicar y reordenar en función de las evaluaciones.

Estos pasos son aquellos que normalmente exigen ser rehechos una y otra vez hasta que se consigue encajarlos, pues resulta muy difícil conseguir una única redacción en que todos los elementos guarden una relación de coherencia adecuada. Se debe tomar en cuenta que todo proyecto es mejorable y que hay que poner límites cuando una propuesta es reelaborada ya que a partir de cierto momento la mejora diferencial que se logra no compensa el tiempo que se debe invertir para lograr pequeños avances.
Se parte de una definición de competencia que puede ayudar a establecer una definición de las competencias de trabajo de integración: "Competencia es la capacidad para utilizar de forma integrada, eficiente y responsable los recursos de los que se dispone (cognitivos, emocionales, etc.) para hacer frente a situaciones relevantes en los diferentes ámbitos de la vida".